# Општина Мерешти (Харгита)
Мерешти (рум. Mereşti) општина је у Румунији у округу Харгита.
Oпштина се налази на надморској висини од 576 m.